# Lars Huldén
Lars Evert Huldén (Jakobstad, 5 febbraio 1926 – Helsinki, 11 ottobre 2016) è stato uno scrittore, traduttore e linguista finlandese, ma di lingua svedese. Professore presso l'Università di Helsinki dal 1964 al 1989, si è occupato dei dialetti svedesi e della toponomastica, del poeta e compositore Carl Michael Bellman e Johan Ludvig Runeberg – pure lui scrittore finlandese, ma di lingua svedese. Nel 1999, assistito dal figlio Mats Huldén, ha tradotto la Kalevala. Nel 2000, poi, ha vinto il "Piccolo Nobel".